# قشلاق چوخلی خوئی حاج رمضان
قشلاق چوخلی خوئی حاج رمضان یک منطقهٔ مسکونی در ایران است که در دهستان قشلاق غربی واقع شده‌است. قشلاق چوخلی خوئی حاج رمضان ۸۶ نفر جمعیت دارد.